# Día Europeo de la Cultura Judía

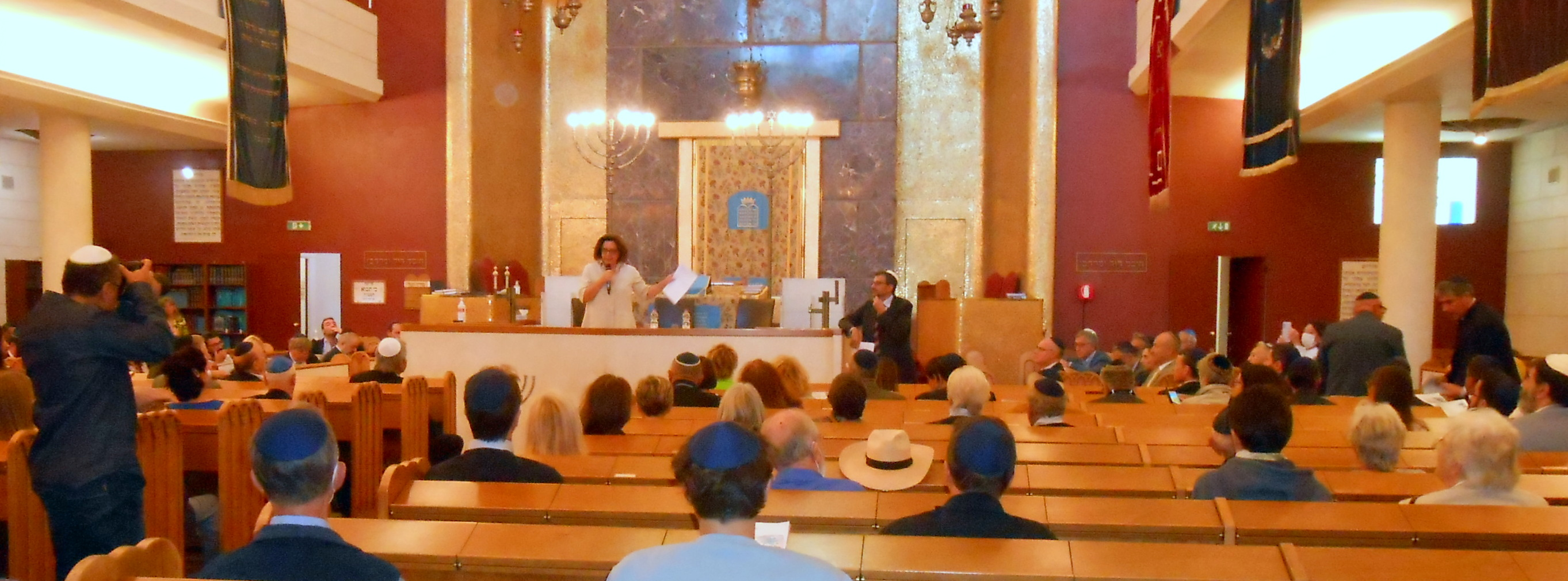
La sinagoga central de Milán con público y oradores para el "Día Europeo de la Cultura Judía 2022" con el tema "Renovación".

El Día Europeo de la Cultura Judía, se celebra en 30 países de Europa. El objetivo de este día es de organizar actividades relacionadas con la cultura judía para el público, con la intención de que se dé a conocer la herencia cultural e histórica del pueblo judío. Las actividades son coordinadas por la Asociación Europea para la Preservación y Promoción de la Cultura Judía (AEPJ), el Consejo Europeo de Comunidades Judías, B'nai B'rith Europa y la Red de Juderías de España.

## Historia
La iniciativa fue iniciada en el año 1996 por B'nai B'rith en Estrasburgo, en la región 
francesa de Alsacia, debido a que muchos turistas solicitaban poder visitar aquellos lugares de la región que tuvieran herencia judía. En el año 2000, se creó una alianza entre B'nai B'rith, el Consejo Europeo de Comunidades Judías y la Red de Juderías de España.

## Objetivo
El objetivo de este día es, de promocionar y dar a conocer la cultura judía a la sociedad de los países donde se celebra este evento, ya que conocer la cultura, la tradición y la vida de las comunidades que viven en un mismo país o ciudad ayuda a conocer al "otro", y de esta manera, se refuerza la comunicación y el diálogo entre las culturas del país.

## Actividades
Este día se organizan exhibiciones, conciertos, paneles, conferencias y excursiones en muchos países europeos. Se discuten temas como los barrios judíos, la convivencia entre culturas, exhibiciones sobre escultura, pintura, imprenta, música y objetos religiosos judíos.

## Días de celebración
- 1999: 5 de septiembre
- 2000: 6 de septiembre
- 2001: 6 de septiembre - "Judaísmo y las Artes"[5]
- 2002: 6 de septiembre - "Calendario Judío y celebraciones en Arte, Música y Gastronomía"
- 2003: 6 de septiembre - "Pésaj"
- 2004: 6 de septiembre - "Judaísmo y Educación"
- 2005: 4 de septiembre - "La Herencia de la Cocina Judía"
- 2006: 6 de septiembre - "Las Rutas Europeas de la Herencia Judía"
- 2007: 8 de septiembre - "Testimonios"
- 2008: 4 de septiembre - "Música Judía"
- 2009: 6 de septiembre - "Fiestas y Tradiciones Judías"
- 2014: 14 de septiembre - "Mujeres Judaísmo"
- 2015: 5 de septiembre - "Ponts de Cultura"
- 2017: 3 de septiembre - "Diásporas"
- 2022: 7 de septiembre